# SPOT (Satellit)

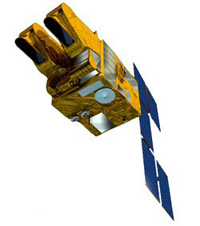
SPOT 5

SPOT (Système Probatoire d’Observation de la Terre, später: Satellite Pour l’Observation de la Terre) ist der Name eines Satellitenprogramms, das die französische Weltraumagentur CNES in Frankreich zusammen mit Belgien und Schweden entwickelte. Die SPOT-Konstellation liefert seit 1986 hochauflösende optische Aufnahmen großflächiger Gebiete. SPOT 6 und SPOT 7 sichern die Datenkontinuität bis 2024.[veraltet] Die gelieferten Daten werden auch in das Copernicus-System integriert.
Die Firma Spot Image Astrium in Toulouse (Frankreich) vermarktet die Bilder mit  einer auf 8 Meter genauen Auflösung, die SPOT von fast jedem Punkt der Erde aufnehmen kann. Alle Satelliten umkreisen die Erde in einer Höhe von 822 km auf einer quasipolaren, sonnensynchronen Umlaufbahn, die 98,7° gegen die Erdachse geneigt ist, in 101,4 Minuten einmal vollständig. Alle 26 Tage nehmen sie das gleiche Gebiet auf. Diese Wiederholrate kann allerdings erhöht werden, weil die Aufnahmerichtung um ±27° geneigt werden kann. Dadurch sind auch stereoskopische Aufnahmen möglich.

## Technische Daten

### Satelliten
- Spot 1: Der 1800 kg schwere Erderkundungssatellit startete am 22. Februar 1986 und schoss erstmals Fotos von der Erde in einer Umlaufbahn von 822 Kilometern Höhe, die in dieser Auflösungsqualität bis dahin noch kein ziviler Satellit lieferte. Mit zwei permanent arbeitenden Kameras registrierte SPOT 1 auf der Erde Gegenstände von der Größe eines Lastwagens. Damit war der Satellit den seit 1972 im Einsatz befindlichen US-amerikanischen Landsat-Satelliten überlegen. Die entsprechenden Bildaufnahmen konnten von Landwirtschaftsexperten, Geologen, Städteplanern, Meteorologen, Regierungen und anderen Interessenten 1986 von der 1982 gegründeten Firma Spot-Image zum Preis von bis zu 1700 US-Dollar gekauft werden. Der Vorteil von SPOT 1 durch seine beweglichen Kameras gegenüber dem damals modernsten Landsat 5 war es, dass dieser das gleiche gewünschte Ziel auf der Erde in 2 bis 3 Tagen erneut ablichten konnte, während LANDSAT 5 dafür 2 Wochen benötigte. Dafür waren Fotos von LANDSAT 5 für 80 bis 500 US-Dollar zu bekommen.

- Spot 2 bis Spot 5: Spot 2 war bereits für 1988 geplant, startete dann am 22. Januar 1990, es folgte Spot 3 am 26. September 1993. Beide sind ca. 1800 kg schwer. Am 24. März 1998 startete SPOT 4 und zuletzt wurde am 4. Mai 2002 der 3.000 kg schwere SPOT 5 mit einer Ariane-4-Rakete in den Orbit geschossen. Die Abmessungen der Satelliten stiegen von 2 × 2 × 4,5 m bei SPOT 1 bis Spot 3 auf bis zu 3,1 × 3,1 × 5,7 m bei SPOT 5 an. SPOT 2 wurde im Juli 2009 außer Betrieb genommen. Durch mehrere Bahnmanöver wurde die Umlaufbahn so weit abgesenkt, dass er später in der Erdatmosphäre verglühen wird.[1]
- Spot 6 und 7: Der Start von SPOT 6 erfolgte am 9. September 2012,[2] der baugleiche SPOT 7 wurde am 30. Juni 2014 ins All gebracht.[3] Die etwa 710 kg schweren Satelliten basieren auf dem Satellitenbus AstroSat-500 von Astrium und sollten 10 Jahre in Betrieb bleiben. Von ihrer Bahnhöhe 695 km und der Bahnneigung von 98,2° (mit den beiden Pléiades-Satelliten auf demselben Orbit) liefern sie Aufnahmen mit einer Schwadbreite von 60 km und einer Auflösung von maximal 1,5 m.[4] Insgesamt können SPOT 6 und SPOT 7 bei einer Wiederholrate von einem Tag insgesamt 6 Millionen km² pro Tag aufnehmen. Die beiden Satelliten sind zudem sehr beweglich und können von ihrer Position sehr schnell zu jedem Punkt in einem Radius von 1500 km manövriert werden.[4] Am 17. März 2023 wurde SPOT 7 außer Dienst genommen,[5] während SPOT 6 weiterhin in Betrieb ist.[6]

### Sensoren
Alle SPOT-Satelliten hatten bzw. haben zwei identische Sensoren an Bord, die jeweils in unterschiedlichen Modi betrieben werden können.
Die Sensoren sind:
- SPOT 1: (+) HRV mit XS- (multispektral) und P-Modus (panchromatisch)
- SPOT 2: (+) HRV mit XS- (multispektral) und P-Modus (panchromatisch)
- SPOT 3: (+) HRV mit XS- (multispektral) und P-Modus (panchromatisch)
- SPOT 4: (+) HRVIR mit XI- (multispektral) und M-Modus (panchromatisch)
- SPOT 5: (+) HRG mit HI- (multispektral), HX- (multispektral), HM- (panchromatisch) und THR-Modus (panchromatisch)
- SPOT 6: (multispektral) und (panchromatisch)
- SPOT 7: (+) (multispektral) und (panchromatisch)

(+) Satellit nicht mehr in Betrieb
| Sensor               | Frequenzband                                                              | Ortsauflösung in m                   | Wellenlänge in μm                                           |
| -------------------- | ------------------------------------------------------------------------- | ------------------------------------ | ----------------------------------------------------------- |
| SPOT 1 SPOT 2 SPOT 3 | Panchromatisch B1: grün B2: rot B3: nahes Infrarot                        | 10 × 10 20 × 20 20 × 20              | 0,50 – 0,73 0,50 – 0,59 0,61 – 0,68 0,78 – 0,89             |
| SPOT 4               | Panchromatisch B1: grün B2: rot B3: nahes Infrarot B4: mittleres Infrarot | 10 × 10 20 × 20 20 × 20              | 0,61 – 0,68 0,50 – 0,59 0,61 – 0,68 0,78 – 0,89 1,58 – 1,75 |
| SPOT 5               | Panchromatisch B1: grün B2: rot B3: nahes Infrarot B4: mittleres Infrarot | 2,5 × 2,5 oder 5 × 5 10 × 10 20 × 20 | 0,48 – 0,71 0,50 – 0,59 0,61 – 0,68 0,78 – 0,89 1,58 – 1,75 |
| SPOT 6 SPOT 7        | Panchromatisch B1: blau B2: grün B3: rot B4: nahes Infrarot               | 1,5 × 1,5 6 × 6 6 × 6                | 0,45 – 0,74 0,45 – 0,52 0,53 – 0,59 0,62 – 0,69 0,76 – 0,89 |

## Datennutzung
SPOT-Satellitenaufnahmen sind eine Informationsquelle für die Analyse, das Monitoring, die Prognose sowie Verwaltung von Ressourcen und die Überwachung der Aktivitäten auf der Erde. Mögliche Anwendungsgebiete sind zum Beispiel:
- Kartierung für zivile und militärische Zwecke
- Management von natürlichen und vom Menschen verursachten Katastrophen
- Versicherungen
- Erforschung von natürlichen Ressourcen
- Landplanung
- Landwirtschaft
- Bauwesen
- Umweltschutz
- Meeresüberwachung
- Geographische Informationssysteme

Die Satelliten stellen auch Daten im Rahmen der Internationalen Charta für Weltraum und Naturkatastrophen bereit.

## Folgemissionen
Proba V kann als Ergänzung des SPOT-Programms gesehen werden und führt die Aufgaben des französischen Satelliten Spot-4 (Mission: März 1998 bis Januar 2013) fort. Proba-V fliegt im selben Orbit wie Spot-5 (Mission: seit Mai 2002) und sollte diesen eigentlich im Jahr 2014 ersetzen. Im Jahr 2016 war Spot-5 jedoch immer noch aktiv. Der höherentwickelte Proba-V ermöglicht es, mit einer viel schnelleren Umlaufbahn und einer enormen Schwadbreite von 2.250 km die Daten des französischen Satelliten zu überprüfen und zu ergänzen.